# Parti vert de Lettonie
Le Parti vert de Lettonie (en letton : Latvijas Zaļā partija, LZP) est un parti politique écologiste de Lettonie. Il a été fondé en janvier 1990 et a participé à de nombreux gouvernements lettons depuis l'indépendance du pays. Il était allié au niveau national avec l'Union des paysans de Lettonie au sein de l'Union des verts et des paysans avant de rejoindre la Liste Unie pour les législatives de 2022.

## Histoire
En 1993, les Verts entrèrent au gouvernement letton, Indulis Emsis occupant le poste de ministre de l'Environnement. Il s'agit du premier écologiste nommé au gouvernement letton.
En 2004, Indulis Emsis devint Premier-ministre de la Lettonie pendant quelques mois. Il s'agit du premier écologiste au monde à devenir chef d'un gouvernement. (L'écologiste Moana Carcasses Kalosil devient premier ministre du Vanuatu en 2013.)
En 2015, le Parlement élit le co-président du parti, Raimonds Vējonis, Président de la République de Lettonie.

## Résultats électoraux

### Élections parlementaires
| Année | Votes   | %    | Députés | Rang | Coalition            | Gouvernement                                                                |
| ----- | ------- | ---- | ------- | ---- | -------------------- | --------------------------------------------------------------------------- |
| 1993  | 149 347 | 13,4 | 1 / 100 | 2e   | LNNK-LZP (15 sièges) | Birkava (1993-1994) et Gaiļa (1994-1995)                                    |
| 1995  | 60 352  | 6,3  | 4 / 100 | 7e   | LNNK-LZP (8 sièges)  | Šķēles I (1995-1997), Šķēles II (1997) et Krasta (1997-1998)                |
| 1998  | 22 018  | 2,3  | 0 / 100 | 8e   | DP (en)-KDS (en)-LZP | Opposition                                                                  |
| 2002  | 93 759  | 9,5  | 3 / 100 | 5e   | ZZS (12 sièges)      | Repše (2002-2004), Emsis (2004) et Kalvītis I (2004-2006)                   |
| 2006  | 151 595 | 16,8 | 4 / 100 | 2e   | ZZS (18 sièges)      | Kalvītis II (2006-2007), Godmanis II (2006-2009), Dombrovskis I (2009-2010) |
| 2010  | 190 025 | 20,1 | 4 / 100 | 3e   | ZZS (22 sièges)      | Dombrovskis II                                                              |
| 2011  | 111 955 | 12,2 | 4 / 100 | 5e   | ZZS (13 sièges)      | Opposition (2011-2014), Straujuma I (2014)                                  |
| 2014  | 178 210 | 19,5 | 6 / 100 | 3e   | ZZS (21 sièges)      | Straujuma II                                                                |
| 2018  | 83 675  | 9,9  | 1 / 100 | 6e   | ZZS (11 sièges)      | Opposition                                                                  |
| 2022  | 100 631 | 11,1 | 4 / 100 | 3e   | AS (15 sièges)       | Kariņš II (2022-2023), Opposition (depuis 2023)                             |